# Rogers Centre
El Rogers Centre (originalmente conocido como SkyDome) es un estadio multiusos situado en el centro de Toronto, Ontario, Canadá situado junto a la Torre CN cerca de las orillas del Lago Ontario. Inaugurado en 1989, tiene capacidad para 49 282 espectadores en su configuración de béisbol.
Es la sede de los Toronto Blue Jays de las Grandes Ligas de Béisbol, mientras que el Toronto FC de la Major League Soccer ha jugado allí sus partidos más importantes desde 2012. Anteriormente, los Toronto Raptors de la National Basketball Association jugaron allí desde 1995 hasta 1999, y los Toronto Argonauts de la Canadian Football League desde 1989 hasta 2015.
Además, fue sede de la Copa Vanier de fútbol canadiense universitario desde 1989 hasta 2003, y luego en 2007 y 2012. Asimismo, anualmente desde 2007 hasta 2010 se disputó el International Bowl de fútbol americano universitario de la NCAA. Desde 2008 hasta 2012, los Buffalo Bills de la National Football League lo utilizaron para jugar anualmente un partido de la temporada regular.
El Rogers Centre sede de la Serie Mundial de béisbol de 1992 y 1993. Asimismo, albergó el Campeonato Mundial de Atletismo en Pista Cubierta de 1993. En el Clásico Mundial de Béisbol 2009, el grupo de Canadá y los Estados Unidos se jugó en el Rogers Centre. En 2011 fue sede del combate de artes marciales mixtas UFC 129, en el que el canadiense Georges St-Pierre derrotó a Jake Shields por el título de peso wélter ante 55 724 espectadores. Allí se realizaron las ceremonias de apertura y clausura de los Juegos Panamericanos de 2015.
Aunque es principalmente un escenario deportivo, también se realizan eventos como convenciones, ferias de muestras y conciertos. La WWE realizó allí los espectáculos de lucha libre WrestleMania VI en 1990 y la WrestleMania X8 en 2002. Asimismo, en 1999 se realizó allí Raw Saturday Night ante 41 432 espectadores, un récord histórico para el evento.
Anteriormente se llamaba SkyDome y se le renombró como "Rogers Centre" debido a la compra del estadio por parte de Rogers Communications en 2005.
Este estadio fue el primero en poseer techo retráctil y un hotel de 348 habitaciones, 70 de las cuales tienen vista hacia el campo. Fue diseñado y construido para poder practicar béisbol y fútbol canadiense, aunque algunos otros ya han albergado partidos ocasionales de fútbol americano colegial (AT&T Park, Chase Field y Safeco Field, por nombrar algunos).
La superficie del estado ha sido AstroTurf desde 1989 hasta 2004, FieldTurf desde 2005 hasta 2010, y AstroTurf nuevamente a partir de 2016.

## Galería

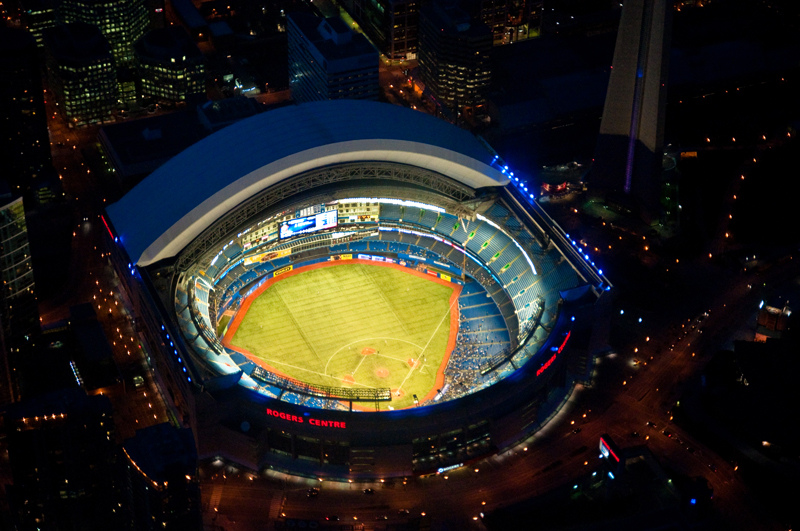
Vista nocturna
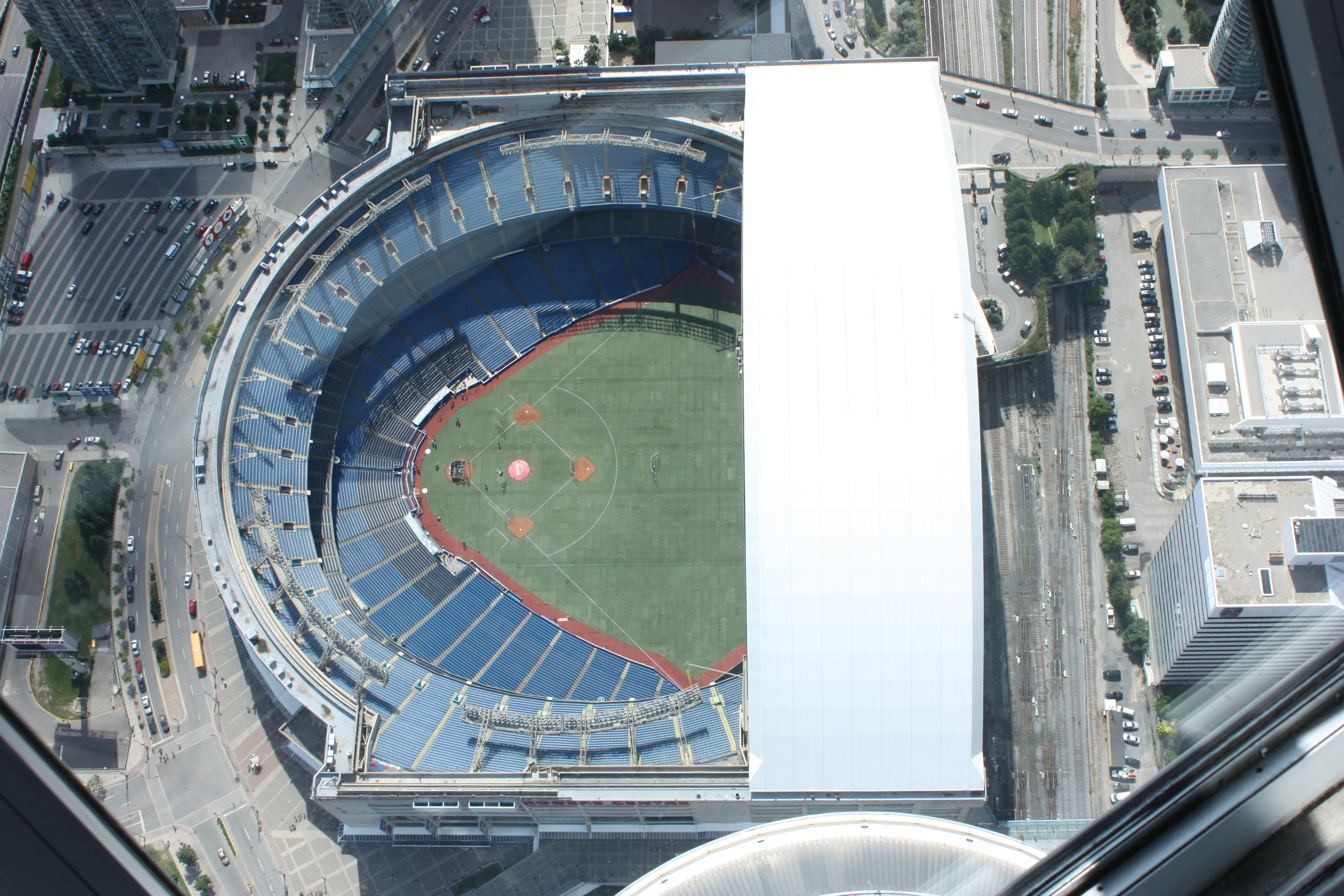
Vista aérea
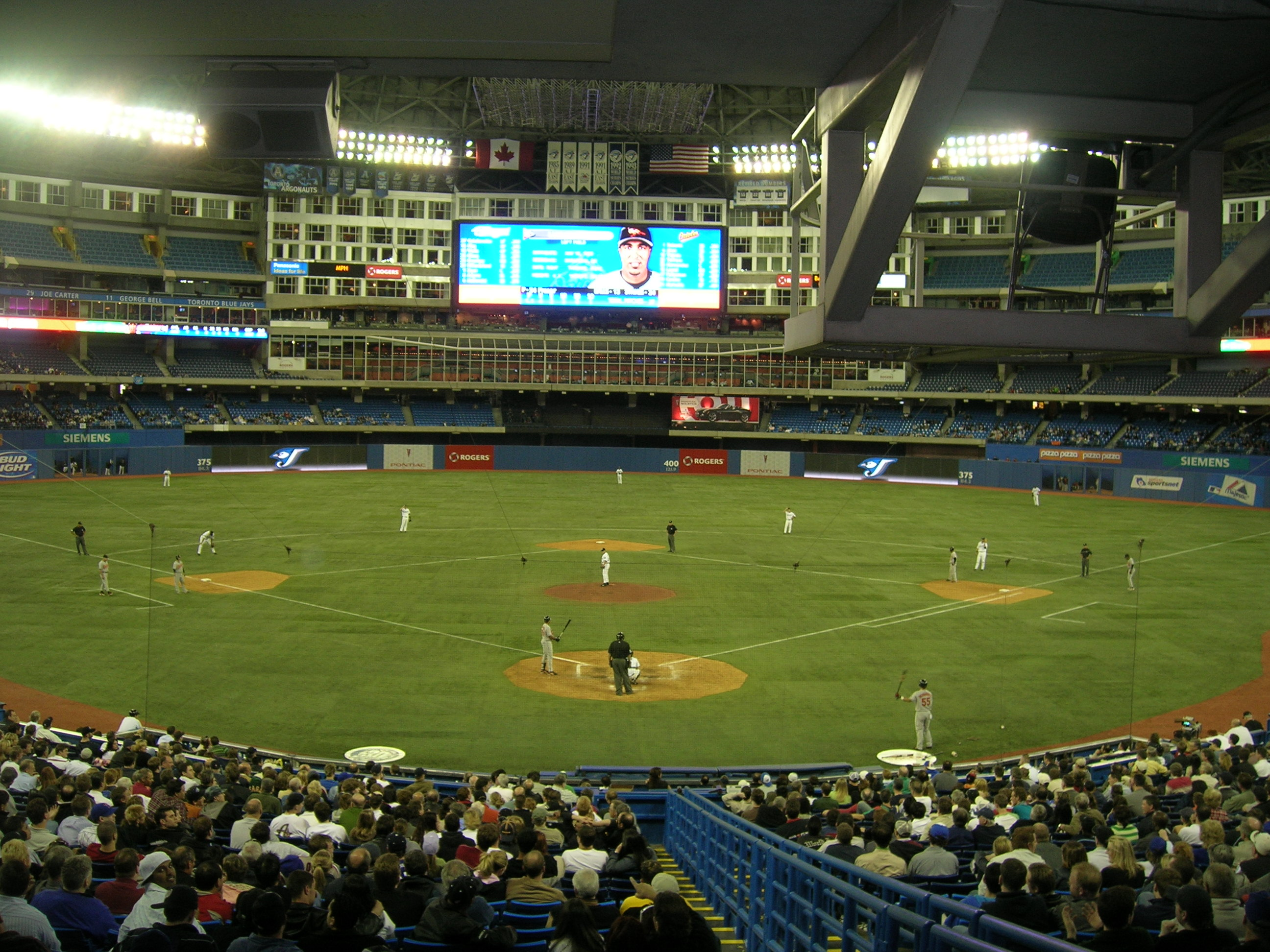
Interior durante un juego de béisbol
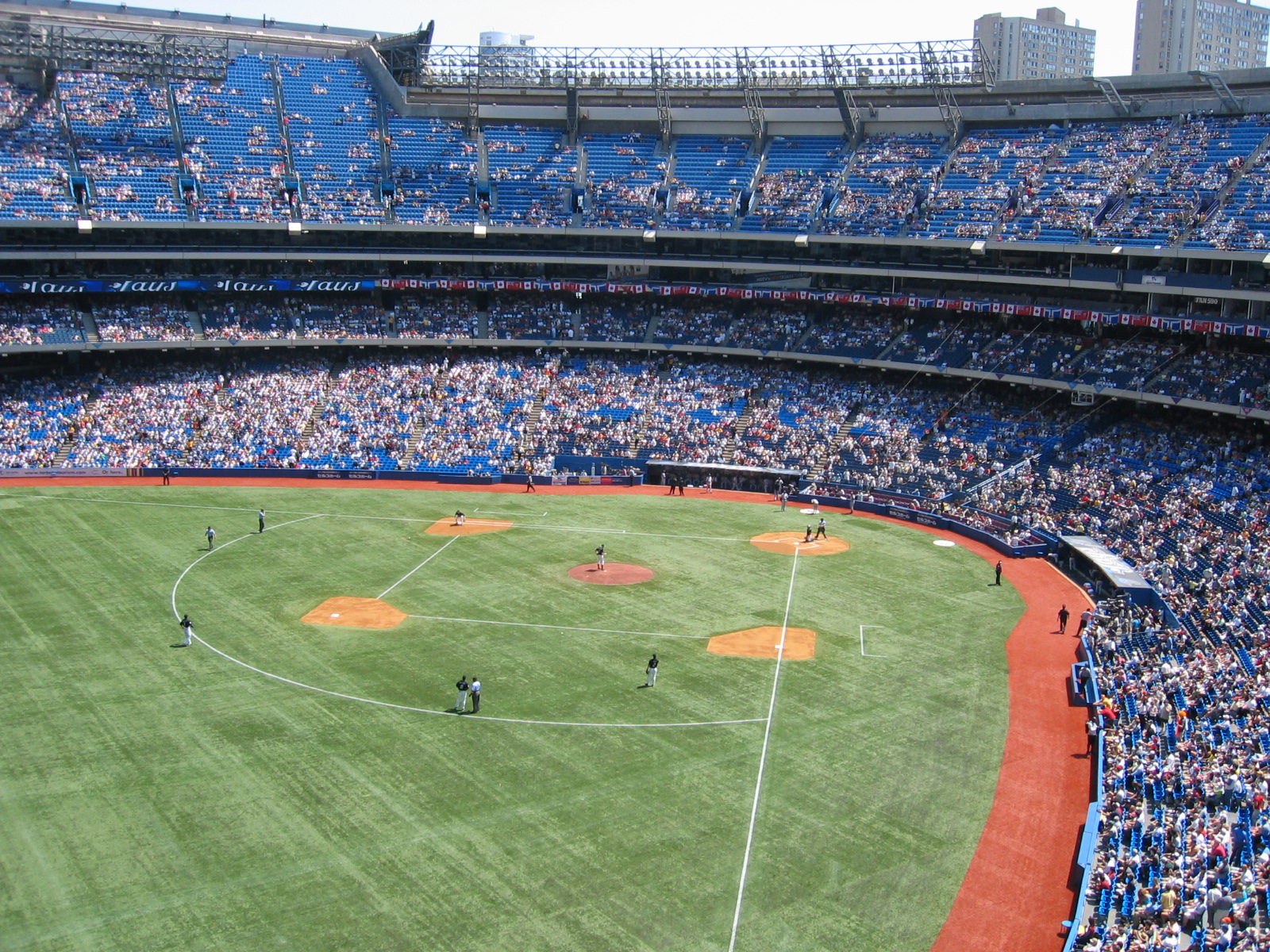
Tribuna principal

## En la cultura popular
El estadio forma parte de la trama de la película animada de 2022 Red. En la película, el estadio es llamado SkyDome, su nombre original, debido a que la trama ocurre en 2002, antes del cambio de nombre.